# خان طراب
خان طراب (بالفارسية: کاروانسرای طرلاب) هي خان تاريخية تعود إلى عصر الدولة السلجوقية والسلالة الصفوية، وتقع في طراب، مقاطعة قم.